# Yoru ni Kakeru
"Yoru ni Kakeru" (夜に駆ける n.đ. 'Tiến vào màn đêm') là đĩa đơn đầu tay của Yoasobi, phát hành ngày 15 tháng 12 năm 2019 qua hãng đĩa Sony Japan. Bài hát này được lấy cảm hứng từ tiểu thuyết Cám dỗ của Thần Chết (タナトスの誘惑 Tanatosu no Yūwaku) của tác giả Hoshino Mayo, và nó đã chiến thắng giải thưởng âm nhạc Sony Music Award và Monocon 2019.
Vào ngày 2 tháng 7 năm 2021, phiên bản tiếng Anh của ca khúc này - Into The Night (Tiến vào màn đêm) đã được phát hành trực tuyến, cùng với đĩa đơn thứ 10 của Yoasobi là "Sangenshoku - 三原色"  Lời bài hát này do Konnie Aoki chuyển thể sang tiếng Anh.

## Phát hành
Yoru ni Kakeru là sản phẩm đầu tiên của Yoasobi trong hành trình "tạo ra âm nhạc từ những tiểu thuyết". Lời và nhạc của ca khúc này được sáng tác dựa trên tiểu thuyết Cám dỗ của Thần Chết (タナトスの誘惑 - Thanatos no Yūwaku) của tác giả Hoshino Mayo đăng tải trên trang web chuyên tiểu thuyết Monogatary.com.
Theo lời của Ayase: "Đây là ca khúc đầu tiên của Yoasobi để ra mắt thính giả, và cũng là sản phẩm của chúng tôi trong việc cố gắng làm nhạc từ những tiểu thuyết." Ngoài ra, bài hát này mất 3 tháng để hoàn thiện sản xuất, với khoảng 20 - 30 bản mẫu, tuy nhiên không tốn quá nhiều chi phí để sản xuất mà laị trở thành một bản hit, vẫn theo lời của Ayase: "Việc sản xuất đĩa đơn "Yoru ni Kakeru" không hề tiêu tốn một yên nào. Tôi có một người bạn có thể chơi guitar cho tôi trong một quán Karaoke ở Takadanobaba, nếu tính cả điều đó thì toàn bộ chi phí là 3 ngàn Yên".

## Thành tích
Video âm nhạc của đĩa đơn này được phát hành trên kênh YouTube của Ayase vào ngày 16 tháng 11 năm 2019, và đạt được hơn một triệu lượt xem trong vòng chưa tới 1 tháng. Trong những tháng tiếp theo, bài hát này đã trở thành một hiện tượng ở các nền tảng mạng xã hội với những bản cover (gồm cả hát và nhảy) trên TikTok, trở thành ca khúc thương hiệu của Yoasobi và đứng đầu trong bảng xếp hạng Top 50 của Spotify tại Nhật Bản (tháng 1 năm 2020), đồng thời cả bảng xếp hạng hàng tháng của Line Music.
Ngày 15 tháng 5 năm 2020, Ikura - giọng ca chính của Yoasobi xuất hiện tại The Home Take và biểu diễn một bản phối khác của ca khúc Yoru ni Kakeru qua một lần thu duy nhất, video này đã được phát hành trên YouTube. Phiên bản này ngay lập tức đạt vị trí dẫn đầu ở cả bảng xếp hạng hàng tuần của Oricon và Billboard Hot 100 Nhật Bản của tháng 6 (được bình chọn từ ngày 18 tháng 5 tới ngày 24 tháng 5), đồng thời số lượt xem của video phát hành và số lượt nghe vẫn tiếp tục gia tăng nhanh chóng nhờ có truyền thông và các chương trình vô tuyến.
Ngày 4 tháng 10 năm 2020, Billboard Nhật Bản công bố bảng xếp hạng Billboard Japan Hot 100 của năm 2020, và đĩa đơn Yoru ni Kakeru đứng đầu trong hạng mục xếp hạng bài hát của danh sách này. Đây là lần đầu tiên kể từ khi bảng xếp hạng này ra đời, có một bài hát đạt vị trí đầu tiên của năm mà không cần phát hành phiên bản CD vật lý.
Dựa trên các thành công đã đạt được, Yoasobi lần đầu tiên được mời tham gia buổi biểu diễn Kōhaku Uta Gassen của đài truyền hình NHK ngày 31 tháng 12 năm 2020 với ca khúc "Yoru ni Kakeru".

## Video âm nhạc
- Tên video âm nhạc: Yoru ni Kakeru - 夜に駆ける[16] (Tiến vào màn đêm)
- Thời lượng: 4 phút 21 giây
- Viết lời, sản xuất và phối khí: Ayase
- Phụ trách hoạt họa: Ai Nina (藍にいな)

Phần hoạt họa của video âm nhạc này là một sản phẩm khéo léo và đầy cảm xúc của Ai Nina - người lúc đó đang là sinh viên ngành Mỹ thuật của Đại học Tokyo.
Video này được phát hành tại YouTube vào ngày 16 tháng 11 năm 2019 và đã vượt 100 triệu lượt xem vào ngày 21 tháng 10 năm 2020.

## Tiểu thuyết nguyên gốc
Tiểu thuyết để Ayase lấy cảm hứng sáng tác ca khúc "Yoru ni Kakeru" này là Cám dỗ của Thần Chết (タナトスの誘惑 - Thanatos no Yūwaku) của tác giả Hoshino Mayo. Tiểu thuyết này được đăng tải trên trang web Monogatary.com chuyên về sáng tác tiểu thuyết của Futabasha và Sony Music Entertainment vào ngày 13 tháng 6 năm 2019 và đã chiến thắng giải Monocon 2019 của trang web này.
Từ "Thanatos" (タナトス) được sử dụng trong tiêu đề để chỉ thần chết Thanatos trong thần thoại Hy Lạp, đồng thời là từ gần âm của thuật ngữ Todestrieb trong tiếng Đức của nhà khoa học Sigmund Freud để chỉ sự mong muốn cái chết. Trong quá trình sáng tác tác phẩm này, tác giả Mayo Hoshino đã chia sẻ rằng cô lấy ý tưởng từ những bộ phim truyền hình có tính kịch mà cô yêu thích, trong đó nhân vật nữ có những suy nghĩ về việc tự tử và ảo giác.

## Bị giới hạn bởi YouTube
Nội dung sau đây có thể đề cập đến các chủ đề tự tử hoặc tự hủy hoại bản thân.
Cân nhắc trước khi xem. 

— cảnh báo của YouTube trước khi xem video "Yoru ni Kakeru"
Kể từ tháng 5 năm 2021, video âm nhạc của đĩa đơn này đã bị giới hạn bởi YouTube. Mặc dù giới hạn này đã được tắt đi vào ngày 31 tháng 5, nó nhanh chóng quay trở lại vào tháng 7 và kể cả phiên bản tiếng Anh "Into The Night" cũng đã nhận giới hạn này.

## Vinh danh
| Lễ trao giải                 | Năm  | Giải            | Kết quả   | Ct.    |
| ---------------------------- | ---- | --------------- | --------- | ------ |
| JASRAC Awards                | 2023 | Giải Bạc        | Đoạt giải | [ 24 ] |
| MTV Video Music Awards Japan | 2020 | Bài hát của năm | Đoạt giải | [ 25 ] |
| Space Shower Music Awards    | 2021 | Bài hát của năm | Đoạt giải | [ 26 ] |

## Chứng nhận
| Quốc gia | Chứng nhận   | Số đơn vị/doanh số chứng nhận |
| --- | ------------ | ----------------------------- |
| Nhật Bản (RIAJ) | 3× Bạch kim  | 750.000*                      |
| New Zealand (RMNZ) | Vàng         | 15.000‡                       |
| Phát trực tuyến |              |                               |
| Nhật Bản (RIAJ) | 2× Kim cương | 1.000.000.000                 |
| * Chứng nhận dựa theo doanh số tiêu thụ. · ‡ Chứng nhận dựa theo doanh số tiêu thụ và phát trực tuyến. · Chứng nhận dựa theo doanh số phát trực tuyến. |              |                               |

## Lịch sử phát hành
| Vùng      | Thời gian         | Định dạng                   | Phiên bản                    | Nhãn       | Ct.    |
| --------- | ----------------- | --------------------------- | ---------------------------- | ---------- | ------ |
| Nhiều nơi | 15 tháng 12, 2019 | Tải nhạc số phát trực tuyến | Bản gốc (tiếng Nhật)         | Sony Japan | [ 30 ] |
| Nhiều nơi | 29 tháng 10, 2021 | Tải nhạc số phát trực tuyến | Tiếng Anh ("Into the Night") | Sony Japan | [ 31 ] |
| Nhiều nơi | 21 tháng 9, 2023  | Tải nhạc số phát trực tuyến | Từ The First Take            | Sony Japan | [ 32 ] |